# Pentimento (arte)

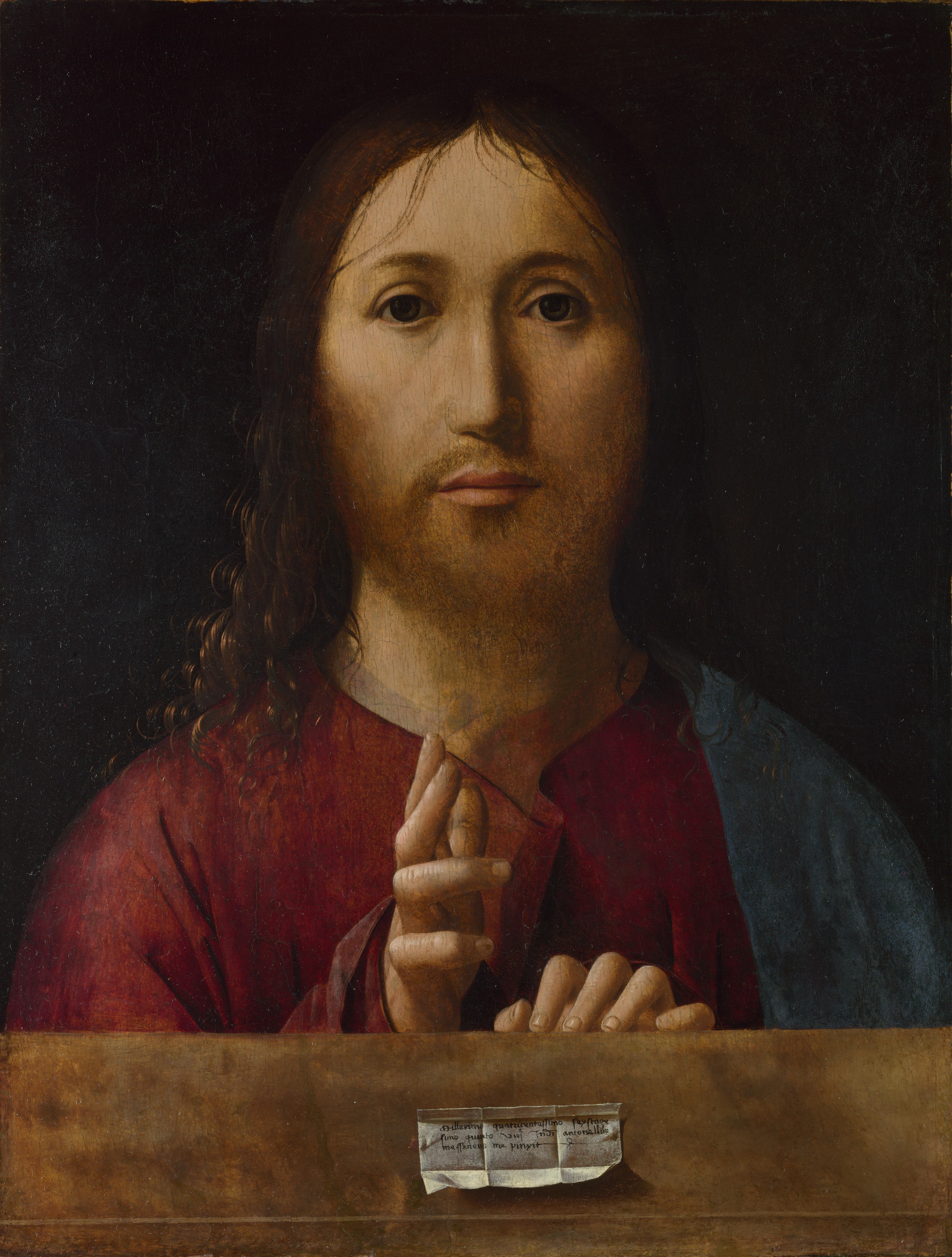
Il Salvator mundi di Antonello da Messina, in cui si vede un evidente pentimento sulla scollatura del Cristo

Un pentimento in arte è un ripensamento in corso d'opera che un artista mette in atto, mascherando la versione precedente che non ritiene soddisfacente.
Questi cambiamenti in pittura sono spesso occultati con più strati di colore, ma non è infrequente che essi appaiano visibili anche a occhio nudo, tramite sottili differenze di tonalità, magari per effetto del tempo che ha reso più sottile lo strato esterno. In altri casi i pentimenti sono visibili a raggi X.
Oltre all'interesse per ricostruire il processo creativo, il pentimento è anche un fondamentale strumento in fase attributiva: solo un originale presenta pentimenti, mai le copie.
Anche in scultura è possibile avere dei pentimenti, ma in genere essi non lasciano tracce. Celebri sono ad esempio i ripensamenti di Michelangelo nel Mosé, che portarono l'artista a riscolpire, con grande prova di virtuosismo, intere parti come la testa e il ginocchio.